# سنت ترویدن
شهر سنت ترویدن (به فرانسوی: Sint-Truiden) در شهرستان اسلت در استان لمبورگ در منطقه فلاندری در کشور بلژیک واقع شده‌است.